# Ateleta
Ateleta là một đô thị thuộc tỉnh L'Aquila trong vùng Abruzzo Ý. Đô thị này có diện tích 41 km², dân số 1232 người. Các làng trực thuộc: Carceri Alte, Carceri Basse, Colli, Sant'Elena. Các đô thị giáp ranh gồm: Castel del Giudice (IS), Gamberale (CH), Palena (CH), Pescocostanzo, Roccaraso, San Pietro Avellana (IS)